# Bakir Izetbegović
Bakir Izetbegović (Sarajevo, 28 de junio de 1956) es un político de Bosnia y Herzegovina. Es miembro del Partido de Acción Democrática (SDA) e hijo del fallecido presidente bosnio Alija Izetbegović. En los comicios de octubre de 2010 fue elegido para ser el miembro bosníaco de la Presidencia de Bosnia y Herzegovina.

## Formación
Izetbegović se graduó con una licenciatura en arquitectura en la Universidad de Sarajevo en 1981. De 1982 a 1992 trabajó en una consultoría de arquitectura. Durante la guerra de Bosnia (1992-1995), Bakir ejerció como secretario personal de su padre, Alija Izetbegović, que era a la sazón presidente de la República de Bosnia y Herzegovina.
Entró en política en el año 2000 y después de servir en dos asambleas regionales fue elegido diputado al Parlamento de Bosnia y Herzegovina en 2006. En mayo de 2009 fue derrotado en unas elecciones primarias del SDA por el presidente en ejercicio del partido, Sulejman Tihić.

## Elección
El 3 de octubre de 2010 Bakir Izetbegović fue elegido miembro bosníaco de la Presidencia de Bosnia y Herzegovina, venciendo en unas elecciones con 9 candidatos al obtener el 35% de los votos. El segundo clasificado, Fahrudin Radončić, ganó el 31% de los votos, mientras Haris Silajdžić, que ostentaba hasta entonces el cargo, logró el 25%. Otros 6 candidatos se dividieron el restante 9% de los votos emitidos.
Bakir Izetbegović es considerado un político nacionalista musulmán moderado, que ha manifestado su disposición al diálogo con los representantes croatas y serbios para superar el alejamiento entre las dos entidades políticas que conforman el país: la Federación de Bosnia y Herzegovina (en la que conviven principalmente bosníacos musulmanes y bosniocroatas) y la República Srpska (compuesta mayoritariamente por serbobosnios).